# Valea Mare, Gorj
Valea Mare este un sat în comuna Runcu din județul Gorj, Oltenia, România.
 Acest articol despre o localitate din județul Gorj este deocamdată un ciot. Puteți ajuta Wikipedia prin completarea lui.